# La William (Radsportteam)
La William war ein belgisches Radsportteam, das von 1989 bis 1993 bestand. Hauptsponsor war ein belgischer Hersteller von Saucen.

## Erfolge
1989
- Grand Prix de Rennes
- Omloop van de Vlaamse Scheldeboorden
- Omloop van het Houtland
- Grote Prijs Marcel Kint
- Sint-Elooisprijs

1990
- Nationale Sluitingsprijs
- Halle–Ingooigem
- Grote Prijs Marcel Kint
- GP Zele
- fünf Etappen Herald Sun Tour
- eine Etappe Bayern-Rundfahrt

1991
- Omloop van de Vlaamse Scheldeboorden
- Halle–Ingooigem
- Nokere Koerse

1992
- Omloop van de Vlaamse Scheldeboorden
- Omloop van het Houtland
- De Kustpijl
- eine Etappe Hofbräu Cup

1993
- Nationale Sluitingsprijs
- Halle–Ingooigem
- Nokere Koerse
- De Kustpijl
- Ster van Zwolle
- Rund um Köln
- Binche–Chimay–Binche
- Ronde van Limburg

## Bekannte ehemalige Fahrer
- Eric De Clercq (1991–1993)
- Jan Bogaert (1989–1990)
- Ludo Giesberts (1989–1992)
- Wim Omloop (1993)
- Patrick Van Roosbroeck (1991–1993)
- Michel Cornelisse (1991–1993)